# Dorfhain
Dorfhain – miejscowość i gmina w Niemczech, w kraju związkowym Saksonia, w powiecie Sächsische Schweiz-Osterzgebirge, wchodzi w skład wspólnoty administracyjnej Tharandt. Do 29 lutego 2012 należała do okręgu administracyjnego Drezno.

## Współpraca
Miejscowość partnerska:
- Aurach, Bawaria